# Roger Trinquier
 (mars 2016).
Si vous disposez d'ouvrages ou d'articles de référence ou si vous connaissez des sites web de qualité traitant du thème abordé ici, merci de compléter l'article en donnant les références utiles à sa vérifiabilité et en les liant à la section « Notes et références ».
Roger Trinquier, né le 20 mars 1908  à La Beaume (Hautes-Alpes) et mort le 11 janvier 1986 à Nice, est un officier parachutiste, ayant participé à la guerre d'Indochine, à la crise de Suez et à la guerre d'Algérie. En tant que membre de l'état-major de la 10e division parachutiste de Jacques Massu, il prend part, dans un rôle de premier plan, à la bataille d'Alger en 1957. Commandeur de la Légion d’honneur, titulaire de 14 citations dont 10 à l'ordre de l'armée, le colonel Trinquier est l'auteur de plusieurs ouvrages.
Auteur de La Guerre moderne (éditions de la Table Ronde, 1961), il est un des théoriciens de la « guerre subversive » et sera abondamment cité dans les écoles de guerre, en particulier à l'École militaire des Amériques, située au Panama ainsi qu'à Fort Benning en Géorgie (États-Unis) .

## Biographie

### Origines familiales
Roger Trinquier est né le 20 mars 1908 dans une famille de paysans à La Beaume dans les Hautes-Alpes. Il fait ses études à l’école communale de son village natal où il obtient son certificat d’études en 1920. En 1925, il entre à l’école normale d’Aix-en-Provence.
Son fils, Richard Trinquier, a été maire de Wissous, en Essonne,.

### Carrière militaire

#### Entre-deux-guerres
Élève officier de réserve en 1928 lors de son service militaire, il prend le commandement d’une section de tirailleurs sénégalais à sa sortie de l’école à Fréjus dans le Var.
À la fin de son service, Roger Trinquier s’engage dans l’armée et intègre l’école militaire d'infanterie et de chars de combat de Saint-Maixent d’où il sort sous-lieutenant en 1933. Affecté un temps à Toulon au 4e RTS, il embarque le 11 mai 1934 à destination de l’Indochine où il rejoint Kylua, au Tonkin, à proximité immédiate de Langson. Il prend ensuite le commandement du poste de Chi Ma, à la frontière de la Chine, servant au sein du 3e RTT.

#### Seconde Guerre mondiale
En poste à Pékin à la veille de la Seconde Guerre mondiale, il est replié en janvier 1940 dans la concession française de Chang-Haï, où un petit bataillon mixte (Européens et Annamites) maintient la présence militaire française malgré l'occupation de la ville par les troupes japonaises. En 1940, à la suite du coup de force japonais en Indochine, le bataillon, depuis longtemps coupé de la Métropole et dont il est devenu l'adjoint du chef de corps, est interné dans ses propres casernements ; le drapeau est maintenu. Lors de la capitulation japonaise, les Français récupérent les armes qui ont échappé aux fouilles et reprennent une certaine autonomie, vivant à crédit jusqu'à l'arrivée des autorités « gaullistes ». Objet de suspicions et considérés comme « collaborateurs » des Japonais, les officiers du bataillon remplissent un questionnaire détaillé au sujet de leurs activités durant la période 1940/1946. Trinquier, à la suite du suicide de son chef de corps, moralement affecté, refuse et remet même sa démission. Le général Raoul Salan le convainc de rester et il se porte immédiatement volontaire pour l'Indochine. Ce fait compromet son avancement durant quelques années.

#### Guerre d'Indochine
Dès la fin de la Seconde Guerre mondiale, il participe, avec le grade de capitaine, à la défense de l'Indochine avec le groupement parachutiste Ponchardier. Rapidement, après quelques combats et en dépit de la méfiance réciproque, l'amalgame se fait entre les Anciens (ceux de Chine) et les Nouveaux (ceux de Leclerc). En fin de séjour, le commandant Ponchardier le propose à l'avancement ; le fameux questionnaire ressort et Roger Trinquier refuse de le remplir. Il reste capitaine.
Au début de l'année 1946, en Cochinchine, il dirige le commando B4 du Commando Ponchardier.
À la mi-1946, il est muté à Tarbes comme adjoint du commandant Dupuis pour former le 2e BCCP (bataillon colonial de commandos parachutistes). Ce bataillon est engagé de 1947 à 1949 en Indochine dans des opérations de contre-guérilla. Le capitaine Trinquier en reçoit le commandement après la mort du chef de bataillon Dupuis jusqu'à son retour en métropole et sa dissolution.
Enfin promu chef de bataillon, il repart en Indochine en décembre 1951 où il prend, pour le compte du SDECE, la tête du Service Action du Tonkin. Il participe alors à l'opération Ratkiller en Corée avec la CIA. À partir de mai 1953, il dirige le Service Action en Indochine et le GCMA (groupement mixte de commandos aéroportés, devenus en  décembre, le GMI (groupement mixte d'intervention) qui organise les différents maquis sur les arrières du Vietminh. Il rentre en métropole en janvier 1955. Lieutenant-colonel, il est affecté à Paris à l’état-major du général Jean Gilles, commandant les troupes aéroportées.

#### Guerre d'Algérie
En août 1956, il rejoint l’Algérie et prend le commandement de la base aéroportée d’AFN, puis devient l'adjoint du général Massu, commandant la 10e division parachutiste (10e DP), lors de la bataille d’Alger. Il est à l’origine de la création du « dispositif de protection urbaine » (DPU).
De juin 1957 à mars 1958, il commande la Base École des Troupes Aéroportées (BETAP) à Pau.
En mars 1958, il remplace le colonel Bigeard à la tête du 3e RPC (régiment de parachutistes coloniaux) qui deviendra 3e RPIMa (régiment de parachutistes d'infanterie de marine).
Il prend part au coup d'État du 13 mai 1958 et devient membre du Comité de salut public d’Alger. Ensuite, il reprend le combat à la tête de son régiment dans le sud et en Kabylie où il capture le commandant Azzedine. Le premier semestre 1959, il prend part aux opérations du plan Challe en Oranie et l’Ouarsenis. En juillet 1959, il prend le commandement du secteur d’El Milia dans le Constantinois avec son chef d’état-major le capitaine Dabezies.
Roger Trinquier entretient une correspondance suivie avec le général Salan et fait part de son désenchantement, puis de sa défiance vis-à-vis de la politique algérienne du général De Gaulle.

#### Après 1960
À la suite de la mutation du général Massu et de la Semaine des barricades, Roger Trinquier, en faveur de l'Algérie française, est rappelé en juillet 1960 en métropole et affecté en décembre à l’état-major du général commandant le groupe de subdivisions à Nice.
En janvier 1961, Roger Trinquier est démarché par Moïse Tschombé pour une intervention au Katanga, il rend compte immédiatement et est reçu par Pierre Messmer, ministre des Armées. À la demande du ministre, il signe en blanc une demande de retraite anticipée, au cas où. Rue89 affirme que Pierre Messmer a alors donné pour mission à Trinquier de neutraliser Patrice Lumumba, le Premier ministre de la République du Congo. Selon Trinquier en revanche, la mission était de partir pour le Katanga pour monter la première armée indépendante du nouvel État du Katanga, à la demande de son président Moïse Tshombe. L'assassinat de Patrice Lumumba par les gendarmes katangais met fin à la coopération officieuse de la France. Roger Trinquier rentre à Paris à la fin du mois avec une indemnité de départ du gouvernement katangais de 200 000 francs. Quelques officiers français resteront, on les appellera les "affreux". Le 26 janvier 1961, le ministre des Armées ressort la demande de mise à la retraite anticipée et le met d’office en position de retraite.
Il se rend ensuite à plusieurs reprises au Katanga pour participer à la montée en puissance de l'armée katangaise.
Fin avril 1961, en route pour le Katanga par la Rhodésie, il apprend à Athènes la nouvelle du putsch des généraux à Alger. Revenu en France, il se consacre désormais à la réflexion et à l’écriture d’ouvrages inspirés de son expérience, tout en restant fidèle à ses compagnons d’armes impliqués dans le putsch des généraux.
Il a participé à la création de l'Union nationale des parachutistes avec le colonel Buchoud et en est le premier président de 1963 à 1965.
Il meurt de façon accidentelle le 11 janvier 1986 à Vence.

## Théoricien de la contre-insurrection
Il est l'un des premiers officiers ayant conceptualisé la contre-insurrection, avec David Galula. Trinquier a été le supérieur et le mentor en Indochine et en Algérie du capitaine Paul-Alain Léger, principal concepteur et coordinateur de la "bleuite" ; cette opération d'action subversive déclenche des purges internes au FLN.
Dans ce cadre, et considérant que le terroriste qui n'utilise pas les techniques de combat « légales » ne peut être combattu comme un soldat, Trinquier admet la possibilité d'emploi de la torture.

## Distinctions
- Commandeur de la Légion d'honneur.
- Prix Général-Muteau de l’Académie française (1985).

### Citations
14 citations dont 10 à l'ordre de l'armée.

## Ouvrages
- La Guerre moderne, Editions de La Table ronde, Paris, 1961 (rééd. Economica, 2008) - traduit en anglais Modern Warfare: A French View of Counterinsurgency, Praeger, 2006
- Le Coup d’État du 13 mai, Esprit Nouveau, 1962.
- Préface à : Jacques, Jean-Paul. Aventure au Katanga. Illustrations de Pierre Joubert. Paris : Alsatia, coll. Signe de piste, 1962, 171 p. ; p.13-14[24].
- Notre guerre au Katanga, La Pensée Moderne, 1963  (en coll.)
- L'État nouveau, la solution de l'avenir, Nouvelles éditions latines, 1964.
- La Bataille pour l’élection du président de la république, L'Indépendant, 1965.
- Guerre, Subversion, Révolution, Robert Laffont, Paris, 1968.
- Les Maquis d’Indochine, SPL Albatros, 1976.
- Le Temps perdu, Albin Michel, Paris, 1978[25].
- La Guerre, Albin Michel, 1980.
- Le 1er bataillon de bérets rouges, Indochine 1947-1949, Plon, 1984, prix Général Muteau.
- Marie-Danielle Demelas, Daniel Dory, Terrorisme et contre insurrection: Texte inédit de Roger Trinquier, Editions VA, 2022[26]

## Principaux ouvrages

### La Guerre moderne(1961)
La Guerre moderne de Trinquier a été considéré comme l'un des manuels de la guerre contre-insurrectionnelle, soulignant l'importance du renseignement, de la guerre psychologique et du volet politique des opérations armées. Il a été abondamment cité par le général britannique Frank Kitson, qui a travaillé en Irlande du Nord et est l'auteur de Low Intensity Operations: Subversion, Insurgency and Peacekeeping (1971).
Selon un entretien du colonel américain Carl Bernard avec la journaliste Marie-Monique Robin, Paul Aussaresses, qui était alors à Fort Bragg, centre d'entraînement des forces spéciales américaines, lui a montré un brouillon de ce livre. Aussaresses et Bernard ont alors envoyé un résumé du livre à Robert Komer, un agent de la CIA qui deviendra l'un des conseillers du président Lyndon Johnson pour la guerre du Viêt-nam . Selon C. Bernard, c'est « à partir de ce texte que Komer a conçu le programme Phoenix, qui est en fait une copie de la bataille d'Alger appliquée à tout le Sud Viêt-Nam. […] Pour cela, on retournait des prisonniers, puis on les mettait dans des commandos, dirigés par des agents de la CIA ou par des bérets verts, qui agissaient exactement comme l'escadron de la mort de Paul Aussaresses. ».

### Le Coup d’État du 13 mai(1962)
Dans Le Coup d’État du 13 mai, publié en 1962, Roger Trinquier démontre comment la Cinquième République s'est établie par un coup d'État, le putsch d'Alger de 1958.

## Citations
- « Les erreurs dues à la bonté d’âme […] la pire des choses. Comme l’usage de la force physique n’exclut nullement la coopération de l’intelligence, celui qui en use sans pitié et ne recule devant aucune effusion de sang prendra l’avantage sur son adversaire.[source insuffisante][28] »

- « Ces exactions systématiques sont l’expression d’une révolution dans l’art de la guerre censée répondre à la « guerre totale » menée par les rebelles par une politique de terreur dont l’enjeu est le ralliement des populations.[réf. nécessaire] »